# Гилфизер, Деннис
Деннис Гилфизер (англ. Dennis Gilfeather; 1936 или 1937, Лочи — февраль 2013, Бали, Бали) — британский боксёр и судья. Участник летних Олимпийских игр 1972 года как судья.

## Биография
Деннис Гилфизер родился в 1936 или 1937 году в районе Лочи британского города Данди.
В 1960 году стал чемпионом Шотландии в первом полусреднем весе.
Выступал в международных соревнованиях. В 1960 году встречался в Праге с действующим олимпийским чемпионом Богумилом Немечеком из Чехословакии, которому уступил незначительном раздельным решением судей.
Во время армейской службы в Корпусе королевских инженеров-электриков и механиков, где он был инструктором по физподготовке, стал одним из лидеров сборной Британской армии по боксу.
В начале 1960-х годов завершил выступления, после чего основал в Данди боксёрский клуб «Кэмпердаун» и стал судьёй международного уровня.
В 1972 году отсудил 49 боёв на летних Олимпийских играх в Мюнхене, в том числе 11 — в ринге.
Работал в компании NCR, в последнее время занимал должность супервайзера.
Умер в феврале 2013 года на индонезийском острове Бали, где навещал своих сыновей Денниса и Дэнни. У него случился инсульт, в результате чего он впал в кому и не вышел из неё.

## Семья
Жена — Сибил. Четверо детей — Тони, Деннис, Дэнни и Энджи.